# Son Cresta
Son Cresta és una possessió del terme municipal de Llucmajor, Mallorca, situada entre So n'Eixida i Son Ramis Nou, al Camí de Son Marrano. Son Cresta destaca per les restes arqueològiques que s'hi trobaren en una cova prehistòrica, cova de Son Cresta, descoberta el 1895, al migjorn de les cases.